# Vol Alitalia 618
L'accident du vol 618 d'Alitalia, impliquant un Douglas DC-7C de la compagnie aérienne italienne Alitalia, survient à Shannon (Irlande) le 26 février 1960. Sur les 52 personnes à bord, 18 ont survécu, toutes gravement blessées.

## L'accident
Le matin du 26 février 1960, le vol 618, en provenance de Rome, effectue une escale à l'aéroport de Shannon pour se ravitailler en carburant avant d'entreprendre la traversée de l'Atlantique, sous la supervision d'un check pilot (en). L'avion est autorisé à décoller de la piste 05, 45 minutes seulement après son arrivée initiale, sous un ciel clair mais encore sombre et partiellement couvert. Le décollage se déroule sans problème et l'équipage rentre le train d'atterrissage avant d'effectuer un virage à gauche alors que l'avion se trouve à 165 pieds (50 mètres), phares d'atterrissage toujours allumés. En virage, la puissance de l'avion est légèrement réduite mais les volets n'ont jamais été complètement rentrés. Au lieu de grimper, l'avion de ligne ne fait qu'accélérer et perd de l'altitude très rapidement. Les pilotes ne peuvent empêcher le bout de l'aile gauche de heurter un mur de pierre près de l'église de Clonloghan (en), suivi des moteurs gauches et du reste de l'aile, qui a également heurté plusieurs pierres tombales du cimetière environnant. À ce stade, le sort de l'avion est déjà scellé, et après que les hélices du moteur droit ont également éraflé le mur, l'avion incontrôlable s'écrase dans un champ au-delà du cimetière avant de prendre feu.
L'incendie qui suit l'accident dévore rapidement l'avion, brûlant gravement la plupart des survivants, tandis que les habitants et les secouristes arrivent sur les lieux. L'incendie a détruit l'épave, laissant seulement reconnaissable la partie arrière de l'avion. L'accident a également fait des ravages parmi les passagers et l'équipage ; un seul membre d'équipage survit à l'accident aux côtés de 17 passagers, tous grièvement blessés.

## L'avion
Le Douglas DC-7C impliqué, I-DUVO (msn 45231) fut construit en 1958 et fut utilisé par Alitalia de 1958 jusqu'à sa destruction en 1960.

## Les conséquences
L'avion est détruit par l'impact et l'incendie après le crash, l'épave étant capturée sur pellicule et par photographie. Une enquête sur l'accident a révélé que la vitesse de l'avion à l'impact se situait entre 170 et 180 nœuds (soit entre environ 314 et 333 km/h). Les enquêteurs n'ont pu trouver aucun indice pouvant indiquer la cause de l'accident.